# Baryshivka (huyện)
Huyện Baryshivka (tiếng Ukraina: Баришівський район, chuyển tự: Baryshivkas’kyi raion) là một huyện của tỉnh Kiev thuộc Ukraina. Huyện Baryshivka có diện tích 958 km², dân số theo điều tra dân số ngày 5 tháng 12 năm 2001 là 41287 người với mật độ 43 người/km2. Trung tâm huyện nằm ở Baryshivka.